# Sav, Isparta
Savköy là một thị trấn thuộc thành phố Isparta, tỉnh Isparta, Thổ Nhĩ Kỳ. Dân số thời điểm năm 2011 là 3.4 người.